# Ernő Dohnányi

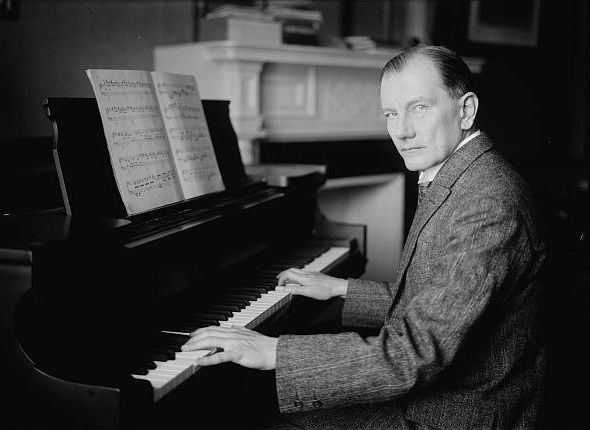

Ernő Dohnányi, também conhecido como Ernst von Dohnányi, (Bratislava, 27 de julho de 1877 — Nova Iorque, 9 de fevereiro de 1960) foi um pianista e compositor húngaro.
Em 1894, ingressou na Academia de Budapeste, onde foi aluno de Hans von Koessler e Stephan Thomán. Tendo obtido notável domínio do piano, apresentou-se como concertista em vários países, tornando-se um dos mais famosos pianistas húngaros.
Emigrou para os Estados Unidos em 1949. Exerceu atividades como professor e regente.
Como compositor, revela-se influenciado por Brahms, ainda que suas obras para piano mostrem uma virtuosidade em tudo semelhante à Liszt.
Sua obra mais conhecida é Variações sobre uma Canção de Ninar (1914), para piano e orquestra.
É autor de duas sinfonias, dois concertos para violino, dois concertos para piano, dois quintetos para piano, três quartetos de cordas e várias peças para piano.